# EMET
EMET, es la abreviación de Enhanced Mitigation Experience Toolkit, o en español, el Kit de herramientas de Experiencia de mitigación mejorada es un tipo de herramienta de seguridad desarrollada por Microsoft para sus sistemas operativos Windows que funciona como una capa de seguridad, para prevenir que se exploten vulnerabilidades de seguridad en el software, siendo capaz de, por ejemplo, detectar y bloquear todo aquel software malicioso que intente explotar un fallo de seguridad.
EMET tiene su última versión de 5.5, y también ofrece una característica configurable de fijación de certificados SSL/TLS denominada Certificate Trust (Certificados de confianza). Esta característica está diseñada para detectar y detener, ataques de intermediarios que aprovechan la infraestructura de clave pública (PKI).
EMET está concebido para funcionar con cualquier software, con independencia de cuándo se haya escrito o quién lo haya escrito. Esto incluye software desarrollado por Microsoft y software desarrollado por otros proveedores. Sin embargo, debe tener en cuenta que algunos productos de software pueden ser incompatibles con EMET.

## Características
- EMET proporciona una manera para activar DEP, ASLR, y algunas más características de seguridad para aplicaciones que no soliciten específicamente.

- Proporciona un mecanismo para ayudar a bloquear módulos o plug-ins específicos dentro de una aplicación.

- Ofrece nuevas opciones de interfaz (UI) para que los clientes puedan configurar cómo se aplica cada mitigación a las aplicaciones en su entorno, teniendo en cuenta sus necesidades y marcos de trabajo empresariales.

- Permite a los usuarios activar una configuración, a fin de bloquear la navegación a sitios Web con certificados fraudulentos no confiables, lo que ayuda a protegerse de ataques Man-In-The-Middle.[3]